# Плетинкс, Жозеф
Жозеф Плетинкс (нидерл. Joseph Pletincx; 13 июня 1888—1971) — бельгийский ватерполист, призёр летних Олимпийских игр.
Плетинкс четыре раза входил в состав Олимпийской сборной Бельгии по водному поло. За 22 года, он стал трижды серебряным призёром (1908, 1920 и 1924) и один раз бронзовым (1912).